# Real Lies
Real Lies (새빨간 거짓말?) è una raccolta di one-shot dell'autrice Si Young Lee. Pubblicato in un unico volume da Sigongsa nel 2003, il manhwa è stato poi esportato all'estero dalla casa americana Yen Press nel 2006. Il volume è composto da tre capitoli autoconclusivi, tutti dotati di un'ambientazione vagamente fantascientifica ed incentrati sul tema del dissidio fra verità e bugie.

## Trama

### How Martians Conquered the Earth
Si Ra conosce Sun Whee nel 1999, la storia che vive con lui la assorbe completamente e le fa cambiare atteggiamento verso se stessa e il mondo. Sun Whee, però, già detective nel ramo investigativo scompare durante la guerra che la Terra conduce contro gli invasori dello spazio.
Per Si Ra inizia una lunga disperazione. All'inizio del nuovo millennio tuttavia Sun Whee ricompare. Sono parecchi i “ritornati”, uomini dati per morti durante le operazioni militari che ricompaiono dopo lungo tempo. Si Ra non è in sé dalla gioia, ma dopo l'entusiasmo iniziale si accorge a poco a poco di piccole stranezze nel suo ragazzo: a volte si comporta come un'altra persona.
Sun Whee, messo alle strette, alla fine le rivela che non è che una replica aliena, un marziano che ha assunto le sembianze di Sun Whee per infiltrarsi tra i terrestri ed infine conquistarli, lui assieme agli altri ritornati.
Si Ra, sebbene soffra per il disincanto, si riconcilia col nuovo Sun Whee: amandolo nonostante tutto ed essendo incapace di sopportare il vuoto dentro di sé, è disposta a lasciar correre su tutto, persino sull'invasione terrestre da parte dei marziani.

#### Personaggi
Si Ra
Considerata dai suoi amici “una donna facile” per la grande intraprendenza e i suoi modi spigliati, Si Ra si innamora di Sun Whee quando questi le chiede come si sente e se le sta bene essere trattata dagli uomini come un oggetto. Dopo la scomparsa del suo ragazzo, Si Ra ha perso interesse negli avvenimenti del mondo, rifugiandosi in una malinconica solitudine meditativa; si ostina tuttavia a mascherare i propri sentimenti mantenendo una spensierata allegria di facciata.
Min Hee
Migliore amica di Si Ra. Sospettosa nei confronti dei “ritornati”, è a sua insaputa fidanzata proprio con uno di loro.
Ju Hyun
Fidanzato di Min Hee e “ritornato”. È il primo ad instillare a Si Ra la speranza che Sun Whee possa ritornare.

#### Genesi
L'autrice afferma di aver voluto svelare con questo racconto la sveltezza con cui alcune persone, che ostentano di reputare insostituibili le persone che amano, siano in realtà furbamente capaci di rimpiazzarle non appena queste vengano a mancare o non ricambino più le attenzioni. La storia, dunque, nonostante l'ambientazione fantascientifica, si presenta come una di taglio sentimentale e di sotterranea critica.

### Is It Really Possible?
In una realtà alternativa un virus ha decimato la popolazione mondiale risparmiando ben poche donne. Le poche sopravvissute sono state elevate al grado di dee, uniche a perpetrare la specie, mentre gli uomini sono stati a loro completamente asserviti. Divisi fra dominanti, atti alla procreazione e compagni occasionali delle dee, e recessivi, uomini cresciuti come donne per soddisfare i bisogni carnali non necessari alla continuazione della razza umana.
Mi-No, bello e un tempo popolare fra le dee, è ormai in disgrazia: tutte le donne con cui va a letto lo evitano non appena chiede loro candidamente una relazione amorsa stabile e non legata al divertimento a fini biologici.
Una sera incontra il recessivo impertinente Rang e, contro ogni aspettativa iniziale, finisce per passare tutta la notte solamente chiacchierando col giovane.
Mi-No rimane stupito dalla ricerca del giovane dell'amore puro, ideale tanto lontano dalla vita di squallore cui è costretto per professione.
La mattina dopo, una dea lo viene a cercare, reclamando Mi-No nonostante le sue “stranezze” per l'abilità a letto; chiacchierando il dominante intuisce che la dea bizzarra di cui tutte le donne hanno sdegno coincide perfettamente col profilo di Rang. Decifrando finalmente il messaggio lasciato dal giovane, Mi-No intuisce le intenzioni suicide del falso recessivo.
Dopo una frenetica corsa contro il tempo, Mi-No salva Rang, facendola desistere dai suoi propositi. I due, scopertisi tanto simili, sono pronti ad iniziare una nuova vita insieme, da dea e dominante ma – contravvenendo ad ogni regola – anche come veri amanti.

#### Personaggi
Mi-No
Un dominante che sin dalla tenera età non ha potuto reprimere una forte attrazione fisica e sentimentale per le dee. Per via dei suoi sentimenti Mi No ha sempre cercato nelle sue partner un'intesa e un affetto del tutto inconcepibili per il sistema controllato delle nascite che, pervasivo, regola la società e le unioni fra uomini e donne.
Così finisce ad essere evitato da tutte le donne reali, le dee, e a ripiegare sui recessivi, coi quali non ha nessun obbligo biologico.
Rang
Vive una vita fra bar e locali, come un perfetto recessivo, tuttavia Rang è in realtà una dea e dunque una donna al vertice della gerarchia. Il suo carattere sognatore ed idealista le rende impossibile vivere come le sue compagne di casta e cerca da sempre un compagno cui legarsi per vero amore e non solo per fini procreativi.
Considerata una pazza o una deviante dalle dee, Rang è perciò approdata nel mondo dei recessivi, arrivando a fingersi uno di loro.

#### Genesi
Si Young Lee riconosce il carattere escapista del racconto, ammettendo di aver indugiato in una realtà alternativa retta da una "sorta di femminismo". La storia tuttavia invece che sull'aspetto politico, si focalizza su quello sociale ed umano: l'autrice, interrogandosi sui rapporti uomo-donna, ha cercato rispondere alla domanda "Possono un uomo ed una donna essere amici?" sviluppandone all'estremo le conseguenze.

### Science Fiction Story
In un vago futuro una ragazza, sebbene si professi come "nostalgica del ventesimo secolo" e "fan del passato", acquista un robot. La ditta la informa che, a causa di esaurimento scorte, le può essere fornito solo un temporaneo modello di prova e così alla ragazza non resta che accettare. L'automa, impacciato ed amichevole, cerca in tutti i modi di farsi accettare dalla ragazza che, nonostante qualche diffidenza e ritrosia iniziali finisce per affezionarcisi, colpita dalla velata tristezza che circonda un robot di prova, destinato a venir "rimbalzato" di padrone in padrone. Legati romanticamente i due trascorrono giorni nella reciproca compagnia quando un giorno l'esercito irrompe nel palazzo in cui risiede la ragazza. Allarmata, si fionda nel livello sotterraneo, dove si trova Kiva, la donna che si è presa cura di lei fin da quando ricordi. I militari, venuti a conoscenza del nome della donna possono ormai liberarsi della ragazza, che ricorda così, dolorosamente, di essere in realtà lei stessa un robot. L'automa suo compagno, dopo aver fatto strage di soldati, le punta infine contro una pistola: le svela di essere Troy, il cacciatore di robot dell'unità governativa "Amici degli Umani". A malincuore, Troy la uccide, anche se ormai incapace di provare più alcuna spontanea avversione per i robot.

#### Personaggi
Troy
Membro degli "Amici degli umani" e spietato cacciatore di automi. Si finge tuttavia uno di loro per un'operazione di spionaggio col fine di scoprire il nome in codice di Kyon Loon, responsabile di aver dato vita ad un robot illegale semi-umano. I suoi sentimenti verso la ragazza che è incaricato di spiare e poi tradire mutano nel tempo e, quando lei si lascia sfuggire inavvertitamente il nome Kiva, Troy non fa rapporto al quartier generale. Finisce tuttavia per ucciderla a malincuore, non prima di aver eliminato i militari responsabili dello scempio di Kyon Loon nella stanza che lui stesso ha definito quella proibita come nella fiaba di Barbablù.
La ragazza
Vive solitaria in un palazzo desolato, circondata da un ologramma che le dà l'illusione di trovarsi in un quartiere residenziale di una grande città. Protetta così dal mondo esterno dalla donna che lei chiama Kiva, trascorre pigramente le sue giornate. Quando le viene recapitato l'automa di prova, il suo atteggiamento verso la tecnologia cambia: essendo stata per sua ammissione una fan e otaku del secolo passato, finisce per amare l'automa. Segue con passione il serial televisivo "Gli Amici degli Umani", trasmissione romanzata basata sulle operazioni reali svolte dall'unità governativa omonima; la sua star televisiva preferita è Troy, il cacciatore di robot.